# X-Fab
 Las fundiciones de silicio X-FAB son un grupo de fundiciones de semiconductores, con sede en Erfurt ( X-FAB Semiconductor Foundries AG, se encuentra en el área industrial del sureste entre Melchendorf y Windischholzhausen.   
Este grupo se especializa en la fabricación de circuitos integrados analógicos y de señal mixta para empresas de semiconductores sin fábrica, así como MEMS y soluciones para aplicaciones de alto voltaje. 

## Historia
La compañía se formó con partes de la antigua combinación de Kombinat Mikroelektronik Erfurt, que tenía su sede y varias instalaciones de producción en Erfurt. 
Como resultado de la reunificación alemana vino el desmantelamiento del antiguo conglomerado y una privatización parcial de las empresas individuales.  
Las instalaciones en Erfurt fueron parcialmente privatizadas en 1992 (parte de Melexis NV y Turingia), incluyendo X-FAB Gesellschaft zur Fertigung von Wafern mbH (fabricación) y Thesys Gesellschaft für Mikroelektronik mbH (diseño).  
En 1999, ambas empresas se vendieron a la empresa ELEX NV, propiedad de Roland Duchâtelet, un inversor belga. 
En 2007, X-FAB adquirió el negocio de fundición de ZMD.
Hasta 2009, el grupo X-FAB también tenía una planta de fabricación en Plymouth, Reino Unido, pero la planta de obleas en Plymouth,  se vendió en diciembre de 2009 a Plus Semi, la antigua planta de Plessey Semiconductors en Swindon, Inglaterra.
En 2011, el grupo X-FAB adquirió una participación en MEMS Foundry Itzehoe GmbH, que fue una escisión del Instituto Fraunhofer de Tecnología de Silicio (ISIT). Esto se convertiría en la fundición MEMS dedicada de X-FAB en Itzehoe. 
En 2016, el grupo X-FAB adquirió las instalaciones de Altis Semiconductor, haciendo el fab de Francia su sexto sitio de fabricación.
Desde 2016, X-FAB tiene seis plantas, ubicadas en Alemania (Erfurt, Dresde e Itzehoe), Francia (Corbeil-Essonnes), Malasia (Kuching) y en los Estados Unidos (Lubbock). El grupo emplea a unos 3.800 trabajadores, y en 2013 tuvo ventas por USD 290 millones. Su CEO es Rudi De Winter. 
Clientes de X-FAB incluye:
- CEITEC Brasil
- ELVEES Multicore Rusia

- Fundición Pure-Play Semiconducto

- Sitio web de compañía